# Alan Phillips
Pour les articles homonymes, voir Phillips.
Pas d'image ? Cliquez ici

a Compétitions nationales et continentales officielles uniquement.

b Matchs officiels uniquement.
Alan John Phillips, né le 21 août 1954 à Kenfig Hill, est un joueur de rugby à XV qui a joué avec l'équipe du pays de Galles de 1979 à 1987 évoluant au poste de talonneur. 

## Biographie
Alan Phillips joue en club avec le Cardiff RFC avec lequel il inscrit 162 essais en 470 matchs. Il connaît également cinq sélections avec les Barbarians de 1979 à 1987. Il obtient sa première cape internationale le 17 mars 1979 à l’occasion d’un match contre l'équipe d'Angleterre et il dispute sa dernière sélection le 18 juin 1987 contre l'équipe d'Australie dans le cadre de la Coupe du monde de rugby 1987, obtenant 18 capes internationales. Il participe à la tournée des Lions britanniques en 1980 en Afrique du Sud mais ne dispute pas de test match.
Il est le manager de l'équipe du pays de Galles depuis l'automne 2002[réf. nécessaire].

## Palmarès
- Troisième de la Coupe du monde en 1987

## Statistiques en équipe nationale
- 18 sélections
- 4 points (1 essai)
- Sélections par année : 1 en 1979, 5 en 1980, 5 en 1981, 4 en 1982, 3 en 1987
- Tournois des Cinq Nations disputés : 1979, 1980, 1981, 1982
- Coupe du monde disputées : Coupe du monde de rugby 1987 (3 matchs, 3 comme titulaire)